# 大谷山自然公園
大谷山自然公園（おおたにやましぜんこうえん）は、奈良県大和高田市大谷にある、大谷山という名の丘を利用した市立公園。昭和58年（1983年）開園。
周囲は、公園のすぐ南東に位置する築山古墳を盟主墓とした馬見古墳群の南群に属する古墳密集地帯。付近の住宅地内にも、大小多くの古墳が残存し、園内にも確認出来るだけで2基の古墳が保存されている。
文禄2年（1593年）、豊臣秀吉の命により、一旦引退させられた真宗大谷派の祖である教如上人が、大谷山に遊山に訪れ、親鸞上人ゆかりの大谷と同名であったことから、非常に喜び、当時山上にあったという真願寺を大きくして、西方の大谷村中に移した。後にこの寺は大和国を管轄する大和大谷別院となった。

## 交通
近鉄 築山駅から西方へ約150m。